# جوش غارزا
جوش غارزا (بالإنجليزية: Josh Garza)‏ هو طبال أمريكي، ولد في 13 مايو 1976.